# 151 Batalion Schutzmannschaft
Batalion Policyjny nr 151 (niem. SchutzmannschaftsBtl 151) – batalion policyjny, sformowany z Tatarów Krymskich w lipcu 1942 w Ałuszcie, rozwiązany 8 lipca 1944.
151 batalion był używany do przeszukiwania lasów krymskich i poszukiwania partyzantów radzieckich, a także do działań karnych przeciw mieszkańcom Krymu, których krewni lub bliscy brali udział w partyzantce.
151 (frontowy) batalion prowadził działania operacyjne lub ochronne albo w całości, albo w poszczególnych pododdziałach (kompanie i plutony): sztab batalionu znajdował się w Ałuszcie, a jego pododdziały pełniły służbę w dzielnicach Korbek (1 kompania), Ulu-Uzen (1 kompania) i Demerji (1 pluton).